# Tōhō
Tōhō (jap. 東宝株式会社 Tōhō Kabushiki-gaisha) – japońska wytwórnia filmowa z siedzibą w tokijskiej dzielnicy Chiyoda założona w sierpniu 1932 roku.
Na Zachodzie znana jest przede wszystkim z wielu filmów kaijū i tokusatsu, seriali telewizyjnych o superbohaterach oraz dystrybucji dzieł Akiry Kurosawy i Studia Ghibli. Jednym z najbardziej znanych filmów wyprodukowanych w wytwórni jest Godzilla (1954) i liczne jego kontynuacje. Seria o  Godzilli to także wiele innych potworów: Mothra, Król Ghidora, Mechagodzilla, czy Rodan, stanowiących wraz z nim niejako wizytówkę wytwórni. Tōhō odpowiada również za dystrybucję w Japonii filmów z serii Pokémon.

## Historia
Wytwórnia została założona w sierpniu 1932 roku przez koleje Hankyū pod nazwą Tōkyō Takarazuka Gekijō Kabushiki-kaisha (jap. 東京宝塚劇場株式会社), początkowo związana była z teatrami kabuki i Takarazuka Revue.
Gdy w latach 50. kilka filmów wytwórni odniosło sukces w USA, Tōhō otworzyło w Los Angeles kino, w którym wyświetlało swoje filmy, nie musząc sprzedawać ich amerykańskim dystrybutorom. Do lat 70. kino znane było jako Toho Theatre. Wytwórnia otworzyła również swoje kina w San Francisco i Nowym Jorku.
Wytwórnia otworzyła również swoje studia filmowe, m.in. Shintōhō (jap. 新東宝; Nowe Tōhō), tworzące filmy w innej niż dotychczas konwencji, m.in. exploitation. Shintōhō zbankrutowało jednak w 1961 roku, niedługo po premierze swojego ostatniego filmu, Piekło (Jigoku).
Tōhō jest zaangażowane również w koprodukcję filmów amerykańskich, m.in. Prostego planu Sama Raimiego. Swego czasu wytwórnia produkowała również gry komputerowe, m.in. związane z Godzillą.

## Ważniejsze filmy stworzone bądź dystrybuowane przez wytwórnię
- 1943: Saga o dżudo (Sanshirō Sugata)
- 1948: Pijany anioł (Yoidore tenshi)
- 1949: Zbłąkany pies (Nora inu)
- 1954: Siedmiu samurajów (Shichinin no samurai)
- 1954: Godzilla: Król potworów (Gojira)
- 1956: Rodan – ptak śmierci (Sora no daikaijū Radon)
- 1956: Sazae-san
- 1957: Tron we krwi (Kumonosu-jō)
- 1960: Burza nad Pacyfikiem (Hawai Middowei daikaikûsen: Taiheiyō no arashi)
- 1961: Mothra (Mosura)
- 1967: Bunt (ōi-uchi: Hairyō zuma shimatsu)
- 1974: Lupin III (Rupan Sansei)
- 1980: Doraemon
- 1988: Mój sąsiad Totoro (Tonari no Totoro); wraz ze Studiem Ghibli
- 1998: The Ring: Krąg (Ringu)
- 1998: Pokémon: Film pierwszy (Poketto monsutā: Myūtsū no gyakushū)
- 2001: Metropolis (Metoroporisu)
- 2001: Spirited Away: W krainie bogów (Sen to Chihiro no kamikakushi); wraz ze Studiem Ghibli
- 2001: The Powerpuff Girls Movie
- 2004: Ruchomy zamek Hauru (Hauru no ugoku shiro); wraz ze Studiem Ghibli
- 2004: Steamboy (Suchīmubōi)
- 2004: Godzilla: Ostatnia wojna (Gojira: Fainaru Wōzu)
- 2005: Densha otoko
- 2005: Lorelei: Ostatni u-boot (Rorerei)
- 2005: NANA
- 2016: Kimi no na wa.
- 2018: Mirai (dystrybucja)
- 2019: Tenki no ko